# Паметник на незнайния македонски четник
Паметникът на незнайния македонски четник е монумент в чест на загиналите четници на Вътрешната македоно-одринска революционна организация, Върховния македоно-одрински комитет и Вътрешната македонска революционна организация в Благоевград. Построен в 1933 година като монументален паметник, след 1944 година той е разрушен и е възстановен през 90-те години на XX век като паметна плоча.

## История
В Горна Джумая през февруари 1933 година се организира Великият македонски събор на българската бежанска общност от Македония. През август 1933 година по повод честването на 30-годишнината на Илинденско-Преображенското въстание паметникът е тържествено открит. На събитието присъства и българският генерален консул в Париж Леон Ламуш.
Паметникът представлява статуя на четник от ВМРО на голям пиедестал, а на него с метални букви е изписана годината на създаване на ВМОРО – 1893. Изработен е от скулпторите Пандо Киселинчев и Кирил Шиваров. Намирал се е на площад „Македония“ в центъра на Горна Джумая, в близост до мястото, където през 1955 година е поставен паметникът на Гоце Делчев. След Деветнадесетомайския преврат от 1934 година е забранено от новите власти да се правят чествания и манифестации покрай паметника, а след след Деветосептемврийския преврат от 1944 година е разрушен.
След демократичните промени в България на Втория велик македонски събор през 1991 година се появява идея за възстановяване на паметника, но до днес съществува само паметна плоча за незнайния македонски четник.
Паметникът е включен в Регистъра на военните паметници в България.